# Hiệu ứng Gruen
Hiệu ứng Gruen là tác động của bố cục trung tâm thương mại lên ý định mua sắm của người tiêu dùng, làm mất đi kế hoạch mua sắm ban đầu và khiến họ dễ chi tiêu tự phát nhiều hơn. Hiệu ứng được đặt theo tên của kiến trúc sư người Áo Victor Gruen, người đã đề xuất thiết kế trung tâm thương mại như ngày nay nhưng ông không thích các kỹ thuật tâm lý như vậy.

## Miêu tả
Hiệu ứng Gruen là một hiện tượng tâm lý trong đó một  không gian được lý tưởng hóa bằng cách bố cục có chủ ý, mang lại cảm giác an toàn và bình tĩnh thông qua sự quen thuộc đặc biệt.
Hiệu ứng Gruen ứng dụng trong cách bố trí trung tâm thương mại có thể kể đến nhưː
- Không treo đồng hồ làm mất cảm giác về thời gian.
- Có rất ít cửa sổ, cửa sổ trên cao, ánh sáng nhân tạo như nhau trong toàn trung tâm làm cách biệt cảm giác về thời gian ở bên trong và bên ngoài khu thương mại.
- Kết hợp nhiều khu mua sắm trong 1 tầng, mặt tiền khu mua sắm không có bảng hướng dẫn mua hàng. Khách hàng phải đi tìm kiếm sản phẩm muốn mua và trong quá trình này họ bị phân tâm khỏi dự định mua hàng ban đầu đồng thời gia tăng khả năng gặp các sản phẩm ngoài dự định khác.
- Kết hợp nhạc nhẹ, chậm và mùi thơm để tạo cảm giác dễ chịu, chậm rãi.
- Xe đẩy có kích thước lớn "thúc đẩy" khách hàng lấp đầy nó.
- Cách bày trí hàng hóaː quầy thực phẩm luôn ở trong cùng để khách hàng phải vượt qua nhiều gian hàng khác; sản phẩm dành cho trẻ em ở vị trí thấp; hàng hóa rẻ ở vị trí cao, khuất; hàng mới, nổi tiếng, giá trị sẽ bày vừa tầm mắt; quầy thanh toán thường trưng bày nhiều sản phẩm nhỏ để kích thích khách hàng "làm tròn" số tiền họ bỏ ra.

Trong một bài phát biểu tại London vào năm 1978, Victor Gruen đã không chấp nhận sự phát triển trung tâm mua sắm "dựa trên" ý tưởng của mình: "Tôi từ chối trả tiền cấp dưỡng cho những phát triển như vậy."

## Lịch sử

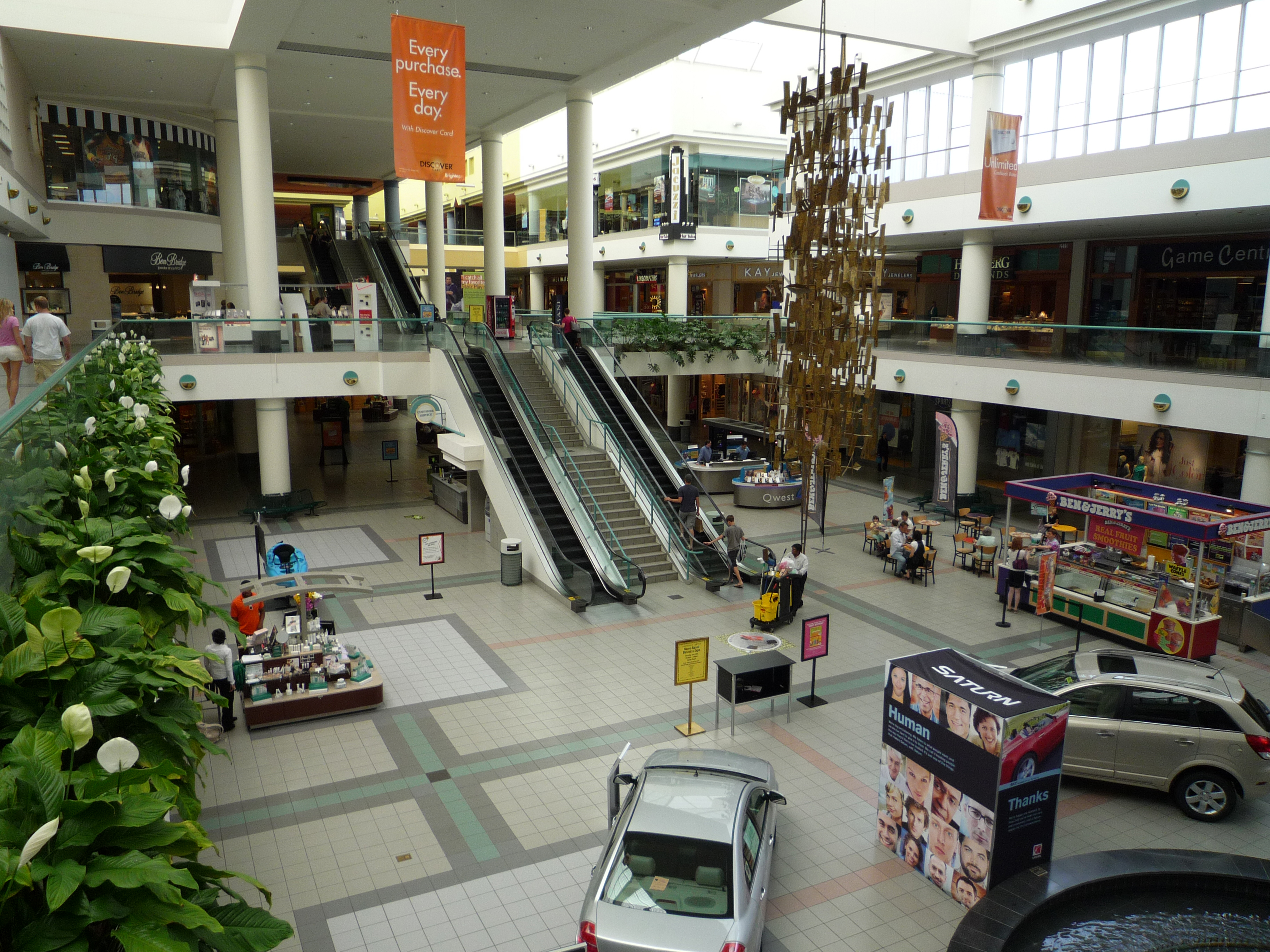
Southdale Center

Năm 1952, Công ty Dayton ủy quyền cho Victor Gruen xây dựng trung tâm mua sắm trong nhà có điều hòa không khí đầu tiên, Trung tâm Southdale tại Edina, Minnesota.
Năm 1956, Trung tâm Southdale khai trương.
Những năm 1960 trở đi, các trung tâm mua sắm trở nên rất phổ biến vì trong nhiều trường hợp, đây là nơi duy nhất có máy lạnh trong thị trấn. Nhiều trung tâm mua sắm bắt đầu được xây dựng bằng cách sử dụng các thiết kế tương tự và rất phổ biến cho đến những năm 1990.

## Trên các phương tiện truyền thông
Một chương trình tivi trên kênh ABC1 của Úc là The Gruen Transfer được đặt tên theo hiệu ứng này. Chương trình thảo luận về các phương pháp khoa học và tâm lý học đằng sau quảng cáo.